# Burapha United FC
Der Burapha United Football Club (thailändisch สโมสรฟุตบอล บูรพา ยูไนเต็ด), ehemals Banbueng City Football Club (thailändisch สโมสรฟุตบอลบ้านบึง ซิตี้), ist ein thailändischer Fußballverein aus Ban Bueng. Ab der Saison 2025/26 spielt der Verein in der Eastern Region der dritten Liga, der Thai League 3.

## Geschichte
Der Verein wurde 2022 gegründet. Ab der Saison 2023 nahm der Verein am Spielbetrieb der viertklassigen Thailand Semi-Pro League teil. Am Ende der Saison 2025 wurde der Verein Meister der Eastern Region und stieg in die Eastern Region der dritten Liga auf. In der Meisterrund gewann man das Endspiel gegen den Samui United FC und wurde somit Gesamtmeister der vierten Liga. Nach dem Aufstieg wurde der Verein im Sommer 2025 in Burapha United Football Club umbenannt.

## Erfolge
- Thailand Semi-Pro League (East): 2025  ▲

## Stadion
Der Verein trägt seine Heimspiele im Banbueng Municipal Stadium in Ban Bueng aus. Das Stadion hat ein Fassungsvermögen von 2000 Personen.

## Aktueller Kader
Stand: 5. Mai 2025
| Nr. |          | Position | Name                |
| --- | -------- | -------- | ------------------- |
| 2   | Thailand | AB       | Wicha Nanthasri     |
| 4   | Thailand | AB       | Aekkarat Buarin     |
| 5   | Thailand | AB       | Sutayut Ura         |
| 7   | Thailand | MF       | Siwapong Jarensin   |
| 8   | Thailand | MF       | Sansern Limwatthana |
| 10  | Thailand | AB       | Nopparat Sakul-oad  |
| 12  | Thailand | MF       | Chanaphai Thewaphum |
| 14  | Thailand | AB       | Apirat Heemkhaw     |
| 15  | Thailand | ST       | Ekkachai Rittipan   |
| 17  | Thailand | AB       | Tongchai Pongan     |
| 18  | Thailand | MF       | Chanatip Laimsuwan  |
| 19  | Thailand | MF       | Farid Madsoh        |
| 21  | Thailand | ST       | Prawit Jittithaworn |
| 22  | Thailand | TW       | Suphatchai Laothong |
| 23  | Thailand | MF       | Thanakorn Abnak     |

| Nr. |          | Position | Name                      |
| --- | -------- | -------- | ------------------------- |
| 24  | Thailand | ST       | Vranon Tatiyaprapa        |
| 27  | Thailand | ST       | Pittawat Nudod            |
| 29  | Thailand | AB       | Nadhawut Singharach       |
| 30  | Thailand | ST       | Ittidet Saenkiw           |
| 32  | Thailand | TW       | Kitisak Koedprang         |
| 35  | Thailand | MF       | Chumpon Katanon           |
| 42  | Thailand | AB       | Tawan Chanthasen          |
| 47  | Thailand | MF       | Punyawat Tunmi            |
| 62  | Thailand | TW       | Buncha Yimchoy            |
| 66  | Thailand | MF       | Tewarit Thogkamchum       |
| 73  | Thailand | AB       | Apiwich Laorkhai          |
| 78  | Thailand | MF       | Kanapod Singsai           |
| 88  | Thailand | MF       | Kunkawee Manphian         |
| 89  | Thailand | AB       | Jeerapong Chamsakul       |
| 99  | Thailand | TW       | Nuttaporn Thaiyapongsakul |
|     | Thailand | MF       | Chalermsak Aukkee         |
|     | Nigeria  | ST       | Thomas Chinonso           |
|     | Japan    | AB       | Kazuki Murakami           |

## Saisonplatzierung
| Saison            | Liga                            | Liga             | Liga             | Liga             | Liga             | Liga             | Liga             | Liga             | Liga             | Pokal            | Pokal            | Pokal            |
| Saison            | Liga                            | Level            | Spiele           | S                | U                | N                | Tore             | Punkte           | Position         | FA Cup           | League Cup       | T3 Cup           |
| Banbueng City FC  | Banbueng City FC                | Banbueng City FC | Banbueng City FC | Banbueng City FC | Banbueng City FC | Banbueng City FC | Banbueng City FC | Banbueng City FC | Banbueng City FC | Banbueng City FC | Banbueng City FC | Banbueng City FC |
| ----------------- | ------------------------------- | ---------------- | ---------------- | ---------------- | ---------------- | ---------------- | ---------------- | ---------------- | ---------------- | ---------------- | ---------------- | ---------------- |
| 2023              | Thailand Semi-Pro League – East | 4                | 6                | 0                | 2                | 4                | 3:12             | 2                | 7.               | –                | –                | –                |
| 2024              | Thailand Semi-Pro League – East | 4                | 7                | 5                | 1                | 1                | 15:5             | 16               | 2.               | –                | –                | –                |
| 2025              | Thailand Semi-Pro League – East | 4                | 6                | 5                | 1                | 0                | 31:5             | 16               | 1. ▲             | 1. Runde         | –                | –                |
| Burapha United FC |                                 |                  |                  |                  |                  |                  |                  |                  |                  |                  |                  |                  |
| 2025/26           | Thai League 3 – East            | 3                |                  |                  |                  |                  |                  |                  |                  | –                | –                | –                |